# 제롬 담브로시오
제롬 담브로시오(Jérôme d'Ambrosio, 1985년 12월 27일 ~ )는 벨기에의 전직 자동차 경주 선수, 모터스포츠 관리자로 2011년부터 2012년까지 포뮬러 원에 출전하였다. 2024년 10월부터 스쿠데리아 페라리의 팀 부수석, 페라리 드라이버 아카데미 수석을 맡고 있다.
브뤼셀에서 성장하며 13세에 카트 레이싱을 시작했으며 2003년 벨기에 포뮬러 르노를 우승했다. 2008년 포뮬러 2에 참여하였으며 2011년, 2012년에 마러시아 버진 레이싱과 로터스 F1 소속으로 포뮬러 원에 출전했다. 2014년부터 2020년까지 드래곤 레이싱, 마힌드라 레이싱 소속으로 포뮬러 E에 출전했다. 2020년부터 2022년까지 벤투리 레이싱 수석을 지냈다.